# Bertha Wegmann
Bertha Wegmann (Soglio, Suïssa, 16 de desembre de 1846-Copenhaguen, 22 de febrer de 1926) va ser una retratista danesa d'ascendència alemanya.

## Vida
A l'edat de cinc anys, Bertha Wegmann es va mudar amb la seva família a Copenhaguen, on el seu pare va començar a treballar com a comerciant. El senyor Wegmann era un amant de l'art i passava el seu temps lliure pintant. Bertha va mostrar interès en el dibuix a una edat primerenca, però no va rebre una educació formal fins als dinou anys, quan va començar a rebre classes de Frederik Ferdinand Helsted, Heinrich Buntzen i Frederik Christian Lund.
Dos anys més tard, amb l'ajuda dels seus pares, es va mudar a Múnic, on va residir fins a l'any 1881. Al principi va estudiar amb el pintor històric Wilhelm von Lindenschmit el Jove, i més tard amb el pintor de gènere Eduard Kurzbauer. No obstant això, Wegmann no estava satisfeta amb el fet de treballar en un estudi i va decidir aprendre directament de la naturalesa. Va entaular amistat amb la pintora sueca Jeanna Bauck, amb la qual va viatjar per motius d'estudi a Itàlia en diverses ocasions. L'any 1881 ambdues es van mudar a París, on Wegmann va exposar les seves obres en diverses galeries i va rebre un esment honorífic.

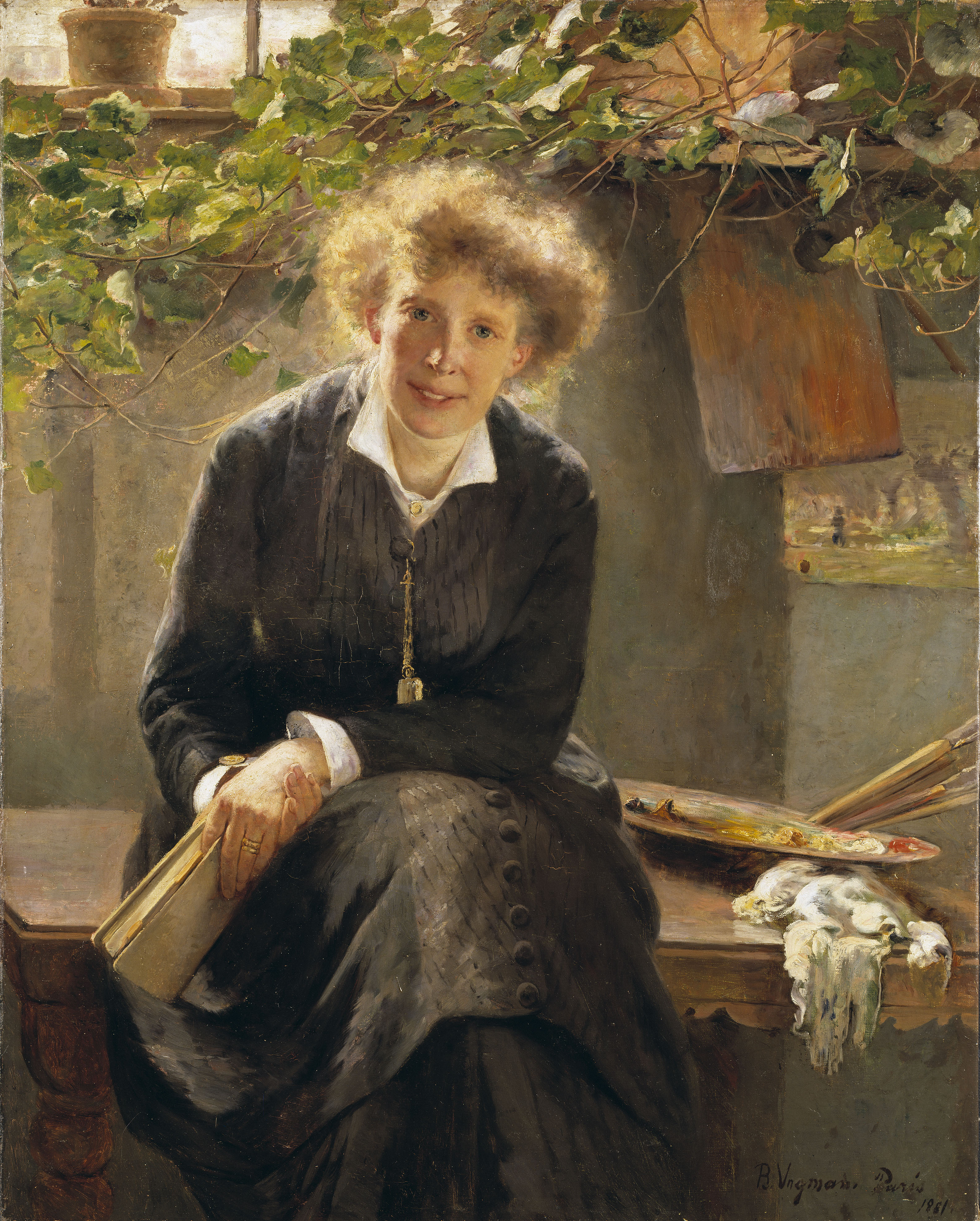
Retrat de Jeanna Bauck (1881).

A l'any següent va tornar a Copenhaguen, ciutat en què ja era famosa per les seves obres exposades al Palau de Charlottenborg des de 1873. Un retrat de la seva germana rebria la Medalla Thorvaldsen (Thorvaldsen Medaillen) l'any 1883. Quatre anys més tard Wegmann es va convertir en la primera dona a tenir un lloc a la Reial Acadèmia de Belles arts de Dinamarca i des d'aquest any fins a 1907 va ser membre de la Tegne- og Kunstindustriskolen for Kvinder ("Escola Industrial de Dibuix i Art per a Dones). Va continuar les seves exposicions a nivell internacional i va representar a Dinamarca en diverses fires mundials, entre les quals s'inclou l'Exposició Universal de Chicago de 1893. L'any 1892, Wegmann es va convertir en la primera dona a rebre la medalla danesa Enginy et Arti.